# Uno specialista - Ritratto di un criminale moderno
Uno specialista - Ritratto di un criminale moderno (Un spécialiste, portrait d'un criminel moderne) è un documentario del 1999 diretto da Eyal Sivan.

## Trama
1961. Adolf Eichmann, funzionario della Germania nazista, viene processato a Gerusalemme per le sue responsabilità nel compimento dell'olocausto. Alle accuse, Eichman risponde di essere solo un esecutore di ordini superiori, un burocrate spietato ma privo di responsabilità: "Non potevo sottrarmi e non ho mai tentato di farlo".

## Produzione
Il film è costituito da una selezione delle 350 ore di riprese delle 114 sedute del processo contro Adolf Eichmann effettuate dal regista americano Leo Hurwitz, che sullo stesso evento realizza il film Verdict for Tomorrow (1961). Il testo-guida seguito da Sivan e dal suo co-sceneggiatore Rony Brauman è il libro di Hannah Arendt La banalità del male. Eichmann a Gerusalemme.